# I-122 (tàu ngầm Nhật)
I-122, nguyên là Tàu ngầm số 49 và mang tên I-22 từ năm 1926 đến năm 1938, là một tàu ngầm rải mìn lớp I-121 được Hải quân Đế quốc Nhật Bản chế tạo trong giai đoạn giữa hai cuộc thế chiến. Nhập biên chế năm 1928, nó đã phục vụ trong cuộc Chiến tranh Trung-Nhật và trong giai đoạn đầu của Chiến tranh Thế giới thứ hai, bao gồm các Chiến dịch Mã Lai và Philippines, cuộc ném bom Darwin và trận Midway, cũng như các Chiến dịch Guadalcanal, Đông Solomon và New Guinea. I-121 được rút về đảm nhiệm vai trò huấn luyện từ cuối năm 1943 cho đến khi bị tàu ngầm Hoa Kỳ USS Skate đánh chìm trong biển Nhật Bản vào ngày 10 tháng 6, 1945.

## Thiết kế và chế tạo

### Thiết kế
Lớp I-121 là lớp tàu ngầm chuyên rải thủy lôi duy nhất của Hải quân Đế quốc Nhật Bản. Hải quân Nhật Bản gọi tên lớp tàu này như là Kiểu tàu ngầm Kiraisen (機雷潜型潜水艦 Kiraisen-gata sensuikan); là tên rút gọn từ Kirai Fusetsu Sensuikan (機雷敷設潜水艦 Tàu ngầm rải mìn). Thiết kế của chúng dựa trên chiếc tàu ngầm rải mìn SM U-125, một chiếc Type UE II của Hải quân Đế quốc Đức, là chiếc lớn nhất trong số bảy tàu ngầm Đức mà Nhật Bản nhận được sau Chiến tranh Thế giới thứ nhất như là chiến lợi phẩm bồi thường chiến tranh. U-125 đã phục vụ cùng Hải quân Nhật Bản như là chiếc O-6 trong những năm 1920-1921.
Giống như U-125, tàu ngầm kiểu Kiraisen có hai động cơ diesel cung cấp tổng công suất 2.400 mã lực (1.790 kW), có khả năng mang theo 42 quả thủy lôi, có bốn ống phóng ngư lôi cùng một khẩu hải pháo trên boong tàu với cỡ nòng 5,5 inch (140 mm) của Nhật Bản thay cho cỡ 5,9 inch (150 mm) trên U-125. So sánh với chiếc tàu ngầm Đức nguyên mẫu, lớp I-125 có kích thước lớn hơn, dài hơn 10 foot (3 m) và trọng lượng choán nước nặng hơn 220 tấn khi nổi và 300 tấn khi lặn — và có tầm hoạt động xa hơn 970 hải lý (1.800 km; 1.120 mi) ở tốc độ 8 hải lý trên giờ (15 km/h; 9,2 mph) khi nổi và 5 hải lý (9,3 km; 5,8 mi) ở tốc độ 4,5 hải lý trên giờ (8,3 km/h; 5,2 mph) khi lặn. Tuy nhiên I-125 chậm hơn 0,2 hải lý trên giờ (0,37 km/h; 0,23 mph) cả khi nổi và lặn, mang theo ít hơn hai ngư lôi, và chỉ có thể lặn sâu đến 200 foot (61 m) khi so với 250 foot (76 m) của U-125.

### Chế tạo
I-122 được đặt lườn như là chiếc Tàu ngầm số 49 tại xưởng tàu của hãng Kawasaki ớ Kobe vào ngày 20 tháng 10, 1924. Nó được đổi tên thành I-22 đồng thời được hạ thủy cùng vào ngày 8 tháng 11, 1926. Con tàu hoàn tất và nhập biên chế vào ngày 28 tháng 10, 1928, dưới quyền chỉ huy của Thiếu tá Hải quân Kosokabe Yuzuru.

## Lịch sử hoạt động

### 1928 – 1937
Trước lúc nhập biên chế, I-22 được phối thuộc cùng Quân khu Hải quân Kure nhưng được điều sang Quân khu Hải quân Yokosuka sau khi hoàn tất. Vào ngày 1 tháng 11, 1927, nó được phân về Đội tàu ngầm 9 thuộc Hải đội Phòng vệ Yokosuka. Vào ngày 1 tháng 12, 1930, I-22 được điều động trực thuộc Quân khu Hải quân Kure, rồi được phân về Đội tàu ngầm 13 thuộc Quân khu Hải quân Kure từ ngày 15 tháng 10, 1931. Đến ngày 1 tháng 10, 1932, Đội tàu ngầm 13 nằm trong thành phần Hải đội Phòng vệ Kure trực thuộc Quân khu Hải quân Kure.
I-22 được cho xuất biên chế vào ngày 15 tháng 3, 1933 và đưa về thành phần dự bị tại Kure, Hiroshima. Đến ngày 15 tháng 11, 1933, Đội tàu ngầm 13 được phối thuộc trực tiếp cùng Quân khu Hải quân Kure, đồng thời I-22 được cho tái biên chế và gia nhập đơn vị này. Sau khi tàu ngầm chị em I-24 bị hư hại thùng dằn chính vào ngày 25 tháng 5, 1935 khi thử nghiệm lặn sâu cùng tàu chị em I-23, Đội tàu ngầm 13 được điều về Hải đội Phòng vệ Kure từ ngày 15 tháng 11, và I-22 được cho xuất biên chế vào ngày hôm đó để gia cố thùng dằn chính. Tuy nhiên đến năm 1936, cả bốn chiếc trong lớp đều bị giới hạn độ sâu lặn tối đa theo thiết kế còn 180 ft (55 m). Sau khi hoàn tất việc gia cố thùng dằn, I-22 được cho tái biên chế trở lại vào ngày 30 tháng 6, 1936.

### Chiến tranh Trung Nhật
Chiến tranh Trung-Nhật bùng nổ sau khi xảy ra sự kiện Lư Câu Kiều (cầu Marco Polo) vào ngày 7 tháng 7, 1937. Đến tháng 9, Đội tàu ngầm 13 bao gồm I-22 và tàu ngầm chị em I-21 chuyển đến căn cứ tại Thanh Đảo, Trung Quốc, bắt đầu hoạt động tại vùng biển phía Bắc Trung Quốc như một phần của kế hoạch phong tỏa Trung Quốc. Đến ngày 1 tháng 12, Đội tàu ngầm 13 được phối thuộc cùng Hải đội Tàu ngầm 3 trực thuộc Đệ Tứ hạm đội, một bộ phận của Hạm đội Liên hợp. Cùng trong tháng 12, tàu tuần dương hạng nhẹ Kuma được phái đến Thanh Đảo để đảm nhiệm vai trò soái hạm cho Hải đội Tàu ngầm 3, vốn bao gồm các tàu ngầm I-21, I-22, I-23 và I-24. 
I-21 cùng với I-22 được lệnh hộ tống bảo vệ từ xa cho Kuma khi chiếc tàu tuần dương tiến hành đổ bộ một đơn vị Lực lượng Đổ bộ Đặc biệt Hải quân (SNLF) tại Yên Đài, Trung Quốc vào ngày 3 tháng 2, 1938. Tuy nhiên cả hai chiếc tàu ngầm đều gặp trục trặc động cơ, nên đã không thể lên đường để hỗ trợ cho Kuma. Hai chiếc tàu ngầm thành công hơn vào ngày 22 tháng 3, khi cùng xuất phát từ Lữ Thuận Khẩu (Port Arthur), Mãn Châu và mỗi chiếc đã cho đổ bộ 15 binh lính SNLF đặt căn cứ tại Thượng Hải lên đảo Lưu Công ở cửa vịnh Uy Hải, rồi quay trở lại Lữ Thuận Khẩu.
I-22 được cho đổi tên thành I-122 vào ngày 1 tháng 6, 1938, để lấy lên cũ đặt cho chiếc tàu ngầm mới I-22, một tàu ngầm tuần dương lớp Type-B (巡潜乙型潜水艦 Junsen Otsu-gata sensuikan), vốn sẽ được đặt lườn vào năm đó. Đến ngày 20 tháng 6, 1938, I-122 được cho xuất biên chế và đưa về thành phần dự bị 2 thuộc Quân khu Hải quân Kure. Trong một nỗ lực nhằm giảm căng thẳng trong quan hệ quốc tế do cuộc xung đột với Trung Quốc, Nhật Bản cho rút lực lượng tàu ngầm của họ khỏi vùng biển Trung Quốc từ tháng 12, 1938.

### 1939 – 1941
Đang khi trong thành phần dự bị, I-122, cùng với các tàu chị em I-121, I-123 và I-124 (nguyên là các chiếc I-21, I-23 và I-24 tương ứng, được đổi tên cùng vào ngày 1 tháng 6, 1938), được cải biến thành những tàu ngầm chở dầu. Vẫn giữ lại khả năng mang ngư lôi và thủy lôi, chúng được tái trang bị để có thể vận chuyển 15 tấn xăng máy bay dùng để tiếp nhiên liệu cho các thủy phi cơ, cho phép các máy bay này mở rộng tầm xa hoạt động trong các phi vụ trinh sát và ném bom, bằng cách gặp gỡ các tàu ngầm này tại các cảng hay vũng biển để tiếp thêm nhiên liệu. 
I-122 được cho tái biên chế trở lại vào ngày 1 tháng 5, 1940 trong thành phần Đội tàu ngầm 13, và đơn vị này được phối thuộc cùng Hải đội Tàu ngầm 5 trực thuộc Đệ Tứ hạm đội cùng trong ngày hôm đó. Nó cùng với các tàu chị em I-121, I-123 và I-124 thực hiện một chuyến đi huấn luyện kéo dài tại Thái Bình Dương. Chúng xuất phát từ Sasebo vào ngày 16 tháng 5, viếng thăm các vùng biển thuộc các quần đảo Caroline, Marshall và Mariana, trước khi kết thúc chuyến đi tại Yokosuka vào ngày 22 tháng 9, 1940.
Đội tàu ngầm 13 lại được phối thuộc trực tiếp cùng Quân khu Hải quân Kure từ ngày 15 tháng 11, 1940, và trong giai đoạn từ ngày 30 tháng 1 đến ngày 4 tháng 2, 1941, trong khi I-122 được đưa về lực lượng dự bị tại Kure, I-121 tạm thời thay phiên cho tàu chị em I-122 trong vai trò soái hạm của đội tàu ngầm. Đến ngày 1 tháng 5, 1941, Đội tàu ngầm 13 lại được điều sang Hải đội Tàu ngầm 6 trực thuộc Đệ Tam hạm đội, một bộ phận của Hạm đội Liên hợp.
Khi lực lượng Hải quân Nhật Bản bắt đầu được huy động để chuẩn bị cho cuộc xung đột tại Thái Bình Dương, I-122 cùng với tàu tiếp liệu tàu ngầm Chōgei đi đến căn cứ Samah (nay là Tam Á) trên đảo Hải Nam, Trung Quốc vào ngày 27 tháng 11. I-122 khởi hành từ căn cứ này vào ngày 1 tháng 12 để cùng tàu chị em I-121 hướng xuống phía Nam cho chuyến tuần tra đầu tiên của họ trong chiến tranh. Lúc đang trên đường đi, vào ngày 2 tháng 12, nó nhận được thông điệp từ Hạm đội Liên hợp: "Leo núi Niitaka 1208" (tiếng Nhật: Niitakayama nobore 1208), là mật lệnh cho biết chiến sự với Khối Đồng Minh sẽ bắt đầu vào ngày 8 tháng 12 (theo giờ Nhật Bản, tức ngày 7 tháng 12 bên kia đường đổi ngày tại Hawaii, nơi sẽ diễn ra cuộc tấn công Trân Châu Cảng). Vào ngày 7 tháng 12, ngày cuối cùng trước cuộc xung đột, I-122 đã rải 42 quả thủy lôi Type 88 Mark 1 ở vùng biển phía Đông Bắc Singapore. Sau đó nó cùng I-121 tuần tra ngoài khơi lối ra vào phía Đông của eo biển Johore.

#### Chuyến tuần tra thứ nhất
Sau khi xung đột chính thức bùng nổ và lực lượng Nhật Bản bắt đầu xâm chiếm Malaya thuộc Anh, I-122 được điều về Lực lượng Tàu ngầm phía Nam vào ngày 12 tháng 12 và đặt căn cứ tại vịnh Cam Ranh, Đông Dương thuộc Pháp hai ngày sau đó. Nó cùng I-124 xuất phát từ đây vào ngày 18 tháng 12 để hỗ trợ cho hoạt động chiếm đóng Philippines, hướng đến khu vực phụ cận Davao trên đảo Mindanao. Sau đó nó cùng các tàu ngầm chị em I-121, I-123 và I-124 được điều sang Đội tàu ngầm "A" từ ngày 26 tháng 12, và kết thúc chuyến tuần tuần tra đầu tiên trong chiến tranh vào ngày 31 tháng 12 khi đi đến Davao vừa mới được chiếm đóng. Tại đây chúng được Chōgei tiếp nhiên liệu, đạn dược và tiếp liệu cũng như sửa chữa.

### 1942

#### Chuyến tuần tra thứ hai
I-122 xuất phát từ Davao vào ngày 5 tháng 1, 1942 cho chuyến tuần tra thứ hai, hướng đến vùng biển về phía Bắc Australia. Vào ngày 15 tháng 1, chiếc tàu ngầm đã rải 30 quả thủy lôi tại lối ra vào phía Tây của eo biển Torres, rồi bắt đầu tuần tra tại lối tiếp cận phía Bắc của eo biển Dundas giữa đảo Melville và bán đảo Cobourg tại Lãnh thổ Bắc Úc của lục địa Australia. Nó kết thúc chuyến tuần tra khi cùng I-121 về đến Davao vào ngày 30 tháng 1.

#### Chuyến tuần tra thứ ba
I-122 cùng với I-121 khởi hành từ Davao vào ngày 9 tháng 2 cho chuyến tuần tra thứ ba để làm nhiệm vụ hỗ trợ cho cuộc ném bom Darwin, được máy bay từ các tàu sân bay thuộc Không hạm đội 1 dưới quyền Phó đô đốc Nagumo Chūichi và máy bay đặt căn cứ trên đất liền tại đảo Ambon và Kendari, Celebes thực hiện. Nó tách khỏi I-121 vào ngày 13 tháng 2, hướng sang phía Đông Nam để tuần tra khu vực phía Đông eo biển Torres, nơi nó được lệnh tấn công tàu bè Đồng Minh cũng như trinh sát sự di chuyển của tàu chiến đối phương. Đến 09 giờ 57 phút ngày 19 tháng 2, 188 máy bay thuộc Không hạm đội 1 dưới quyền Nagumo đã tấn công cảng, sân bay và thành phố Darwin, rồi tiếp nối bởi đợt không kích của 55 máy bay ném bom Nhật Bản đặt căn cứ trên đất liền. Cuộc tấn công đã đánh chìm tám tàu, gây hư hại cho chín chiếc khác, phá hủy 15 máy bay và gây hư hại cho các cơ sở tại Darwin.
Vào ngày 24 tháng 2, I-122 trông thấy một tàu tuần tra đối phương lúc 06 giờ 00, rồi rời khu vực tuần tra lúc 12 giờ 00. Nó hướng đến vịnh Staring tại bán đảo Đông Nam của Celebes, về phía Đông Nam của Kendari, nơi nó cùng I-121 kết thúc chuyến tuần tra vào ngày 28 tháng 2. Họ gặp gỡ Chōgei, vốn đã di chuyển tử Davao đến đây. Sau khi được tiếp nhiên liệu và tiếp liệu, I-122 lại cùng với I-121 rời vịnh Staring vào ngày 10 tháng 3 để quay trở về Nhật Bản. Cùng trong ngày này cả hai chiếc tàu ngầm được phối thuộc trực tiếp cùng Bộ Tổng tư lệnh Hạm đội Liên hợp; chúng về đến Kure vào ngày 21 tháng 3, và bắt đầu được sửa chữa. Trong giai đoạn này Hải đội Tàu ngầm 6 được giải thể vào ngày 10 tháng 4, và Đội tàu ngầm 13 được phối thuộc trực tiếp cùng Đệ Lục hạm đội.

#### Trận Midway
Sau khi hoàn tất việc sửa chữa, I-122 xuất phát từ Kure vào ngày 13 tháng 5 để đi sang Kwajalein, nơi nó được bố trí thanh gia Chiến dịch MI, kế hoạch chiếm đảo san hô Midway của Nhật Bản. Nó dừng lại Kwajalein một thời gian ngắn vào ngày 23 tháng 5, rồi tiếp tục lên đường hỗ trợ cho Chiến dịch K-2, một hoạt động chuẩn bị cho trận Midway. Theo đó, các tàu ngầm I-121 và I-123 sẽ tiếp nhiên liệu cho hai thủy phi cơ Kawanishi H8K "Emily" tại bãi cạn Frigate Pháp thuộc quần đảo Tây Bắc Hawaii, để các thủy phi cơ này có thể hoạt động trinh sát bên trên Trân Châu Cảng. Trong khi đó I-122 sẽ tuần tra về phía Nam Trân Châu Cảng để cứu vớt đội bay các thủy phi cơ nếu chúng bị bắn rơi, còn tàu ngầm I-171 sẽ hoạt động về phía Đông bãi cạn Frigate Pháp như một cột mốc vô tuyến dẫn đường cho các máy bay. Tuy nhiên khi I-123 đi đến bãi cạn Frigate Pháp vào cuối tháng 5, nó phát hiện các tàu tiếp liệu thủy phi cơ Hoa Kỳ USS Ballard và USS Thornton đang cho hoạt động thủy phi cơ tại đây, nên Chiến dịch K-2 bị hủy bỏ.
Trận Midway diễn ra từ ngày 4 tháng 6, và sang ngày hôm sau I-122 đi đến một khu vực tuần tra mới để hỗ trợ cho các lực lượng Nhật Bản khác tham gia chiến dịch. Trận chiến kết thúc vào ngày 7 tháng 6 với một thất bại mang tính quyết định cho phía Nhật Bản, và họ phải hủy bỏ ý định chiếm đóng Midway. I-122 kết thúc chuyến tuần tra khi cùng I-121 và I-123 đi đến Kwajalein vào ngày 25 tháng 6. Sau đó nó quay trở về Yokosuka để sửa chữa vào khoảng cuối tháng 6 đến đầu tháng 7. Trong giai đoạn này Đội tàu ngầm 13 được điều động sang Hải đội Tàu ngầm 7 trực thuộc Đệ Bát hạm đội vào ngày 14 tháng 7.

#### Chiến dịch Guadalcanal
Khởi hành từ Yokosuka vào ngày 16 tháng 7, I-122 ghé đến Truk từ ngày 24 đến ngày 31 tháng 7, rồi đi đến căn cứ hoạt động mới tại Rabaul trên đảo New Britain vào ngày 4 tháng 8. Chiến dịch Guadalcanal diễn ra từ ngày 7 tháng 8, khi lực lượng Đồng Minh đổ bộ lên Guadalcanal, Tulagi, đảo Florida, Gavutu và Tanambogo ở phía Đông Nam quần đảo Solomon. I-122 cùng với I-121 xuất phát từ Rabaul vào ngày này để trinh sát vùng biển ngoài khơi Guadalcanal và Tulagi. Vào ngày 9 tháng 8, nó bắt đầu trinh sát ngầm qua kính tiềm vọng Lungga Point tại bờ biển phía Bắc Guadalcanal và điểm neo đậu Lungga Roads ngoài khơi. Đến 17 giờ 30 phút ngày 13 tháng 8, nó trồi lên mặt nước cách Tulagi 1,6 nmi (3,0 km) về phía Tây Nam và giương cao cờ Nhật Bản để cổ vũ tinh thần binh lính Nhật đang chiến đấu tại đây, nhưng bị hỏa lực đối phương từ phía hòn đảo, nên phải lặn xuống né tránh. Đến ngày 15 tháng 8, nó trinh sát Vanikoro thuộc quần đảo Santa Cruz, rồi tiếp tục hoạt động tại khu vực Đông Nam quần đảo Solomon cho đến sau Trận Đông Solomon vào các ngày 24 và 25 tháng 8. Chiếc tàu ngầm quay trở về Rabaul vào ngày 7 tháng 9.
Một thủy phi cơ trinh sát Aichi E13A xuất phát từ tàu tiếp liệu thủy phi cơ Chitose đã chuyển giao đến Rabaul những thiết bị cho hoạt động tiếp nhiên liệu trên biển, và I-122 đã tiếp nhận những thiết bị này. Nó khởi hành từ Rabaul vào ngày 9 tháng 9 để tiếp nhiên liệu cho các thủy phi cơ trong eo biển Indispensable. Chiếc tàu ngầm đã hoạt động ngoài khơi vùng đá ngầm Indispensable từ ngày 14 tháng 9 đến ngày 20 tháng 9, bắn rơi một máy bay Đồng Minh trong [[eo biển Indispensable vào ngày 15 tháng 9, trước khi được gọi quay trở lại Rabaul. Động cơ diesel của I-122 bị trục trặc bộ ly hợp lúc nó trên đường đi, nhưng con tàu về đến được Rabaul vào ngày 25 tháng 9, và nó được sửa chữa tại đây.
Sau khi hoàn tất việc sửa chữa động cơ, I-122 xuất phát từ Rabaul vào ngày 21 tháng 10 để tiếp tục tiếp nhiên liệu cho các thủy phi cơ tại vùng đá ngầm Indispensable. Nó hoạt động tại đây trong các ngày 26 và 27 tháng 10, rồi di chuyển đến khu vực tuần tra phía Tây Guadalcanal. Lúc 06 giờ 15 phút ngày 6 tháng 11, nó phát hiện một đoàn ba tàu vận tải Đồng Minh được một tàu tuần dương và năm tàu khu trục hộ tống về phía Tây Nam Malaita. Chiếc tàu ngầm tìm cách tấn công, nhưng bị các tàu hộ tống phát hiện và đánh đuổi. I-122 quay trở lại khu vực đá ngầm Indispensable vào ngày 8 tháng 11, và hoạt động tại đây từ ngày 10 đến ngày 12 tháng 11. Nó quay trở về Rabaul vào ngày 16 tháng 11, nhưng lên đường ngay hôm đó để quay trở về Nhật Bản với một chặng dừng tại Truk từ ngày 20 đến ngày 27 tháng 11. Khi về đến Kure vào ngày 5 tháng 12, con tàu được đại tu.

### 1943

#### Chiến dịch New Guinea
Hoàn tất việc đại tu, I-122 di chuyển từ Kure đến Saeki, Hiroshima, trước khi khởi hành từ đây vào ngày 14 tháng 3, 1943, đi đến Rabaul vào ngày 25 tháng 3. Nó được phân công hỗ trợ cho lực lượng Nhật Bản đang tham gia Chiến dịch New Guinea, và đã thực hiện chuyến đi vận chuyển tiếp liệu đầu tiên đến Lae trên bờ biển phía Đông Bắc New Guinea, khi xuất phát từ Rabaul vào ngày 27 tháng 3. Khi đi đến Lae vào ngày 30 tháng 3, nó cho chất dỡ hàng tiếp liệu lên lên đường ngay ngày hôm đó cho chặng quay trở về, đến Rabaul vào ngày 31 tháng 3 hoặc 2 tháng 4. Chuyến đi thứ hai bắt đầu vào ngày 15 tháng 4, đúng vào ngày Hải đội Tàu ngầm 7 của nó được điều động trực thuộc Hạm đội Khu vực Đông Nam. Khi đi đến Lae vào ngày 18 tháng 4, nó chất dỡ 23 hoặc 23,5 tấn thực phẩm và đạn dược và đón lên tàu 15 thương binh và bệnh binh để đưa trở về Rabaul, đến nơi vào ngày 20 tháng 4.
Trong chuyến đi tiếp theo, I-122 rời Rabaul vào ngày 24 tháng 4, đi đến Lae vào ngày 26 tháng 4, nơi chất dỡ 23,5 tấn thực phẩm và đạn dược, rồi quay trở về Rabaul vào ngày 28 tháng 4. Nó lại xuất phát từ Rabaul vào ngày 2 tháng 5 và đi đến Lae vào ngày 4 tháng 5, vận chuyển được 23,5 tấn thực phẩm và đạn dược và di tản thêm 15 binh lính nữa khi về đến Rabaul vào ngày 8 tháng 5. Chuyến đi tiếp liệu thứ năm xuất phát từ Rabaul vào ngày 10 tháng 5, đi đến Lae vào ngày 12 tháng 5 và quay trở về Rabaul vào ngày 14 tháng 5. Chuyến thứ sáu bắt đầu từ Rabaul vào ngày 23 tháng 5, đi đến Lae vào ngày 25 tháng 5 và kết thúc tại Rabaul vào ngày 27 tháng 5. Vào ngày 31 tháng 5, Đội tàu ngầm 13 được giải thể, và I-122 cùng với I-121 được phối thuộc trực tiếp dưới quyền Bộ tư lệnh Hải đội Tàu ngầm 7.
Trong suốt tháng 6 và đầu tháng 7, I-122 tiếp tục thực hiện các chuyến đi tiếp liệu sang Lae. Nó rời Rabaul vào ngày 3 tháng 6, đi đến Lae vào ngày 5 tháng 6 và quay trở lại Rabaul vào ngày 7 tháng 6. Chuyến thứ tám xuất phát từ Rabaul 10 tháng 6, đi đến Lae vào ngày 12 tháng 6 và quay trở lại Rabaul vào ngày 14 tháng 6. Nó lại rời Rabaul vào ngày 21 tháng 6, đi đến Lae vào ngày 23 tháng 6 và quay trở lại Rabaul vào ngày 25 tháng 6. Chuyến thứ mười bắt đầu từ Rabaul 30 tháng 6, đi đến Lae vào ngày 2 tháng 7 và quay trở lại Rabaul vào ngày 4 tháng 7. Trong chuyến thứ mười một, cũng là chuyến cuối cùng, nó rời Rabaul vào ngày 7 tháng 7, đi đến Lae vào ngày 9 tháng 7 và quay trở lại Rabaul vào ngày 11 tháng 7.
Vào ngày 15 tháng 8, I-122 cùng với I-121 được điều động về Hải đội Phòng vệ Kure thuộc trực Quân khu Hải quân Kure. Nó rời Rabaul lần cuối cùng vào ngày 19 tháng 8 để hướng về Nhật Bản, đi đến Kure vào ngày 1 tháng 9.

### 1944 - 1945
I-122 cùng với I-121, vào lúc đó bị xem là đã lạc hậu, được rút khỏi hoạt động trên tuyến đầu và hoạt động như tàu huấn luyện tại Căn cứ Hải quân Kure. Vào ngày 1 tháng 12, 1943, cả hai được đưa vào thành phần Đội tàu ngầm 18 cùng với các tàu ngầm I-153, I-154 và I-155, vốn cũng đảm nhiệm vai trò huấn luyện. Vào ngày 5 tháng 1, 1944, I-122 tham gia một thử nghiệm sơ đồ ngụy trang do Trường Tàu ngầm Hải quân tiến hành trong biển nội địa Seto, nhằm xác định hiệu quả của sợ đồ ngụy trang khi quan sát ngang và từ trên không, hiệu quả của màu sắc nên nền biển, và khả năng đánh lừa một trinh sát viên đối phương về tốc độ và hướng đi của chiếc tàu ngầm. Nó cũng được đánh giá độ bền của loại sơn được sử dụng.
Vào ngày 31 tháng 1, 1944, I-122 cùng với I-121 được điều động sang Đội tàu ngầm 19 thuộc Hải đội Phòng vệ Kure hoặc Hải đội Tàu ngầm Kure trực thuộc Quân khu Hải quân Kure, nhưng vẫn tiếp tục đảm nhiệm vai trò huấn luyện. Vào ngày 1 tháng 1, 1945, các tàu ngầm I-155, I-156, I-157, I-158, I-159, I-162, và I-165 cũng được đưa vào Đội tàu ngầm 19. Vào ngày 20 tháng 4, 1945, I-122 cùng với I-121 được điều sang Đội tàu ngầm 23 trực thuộc Hải đội Tàu ngầm Kure thuộc Quân khu Hải quân Kure. I-122 được đưa vào ụ tàu tại Căn cứ Hải quân Mazuru để sửa chữa từ ngày 28 tháng 5.

#### Bị mất
Lúc 11 giờ 45 phút ngày 9 tháng 6, dưới quyền chỉ huy của Đại úy Hải quân Mihara Sosaku, I-122 xuất phát từ Maizuru cho một chuyến đi huấn luyện trong vịnh Nanao trong biển Nhật Bản. Sang ngày hôm sau 10 tháng 6, nó quay trở lại căn cứ tại Nanao, và đang chạy zig-zag trên mặt nước trong vịnh Nanao với tốc độ 15 kn (28 km/h), khi bị tàu ngầm Hoa Kỳ USS Skate phát hiện lúc 11 giờ 20 phút. Đến 11 giờ 44 phút, Skate phóng một loạt bốn quả ngư lôi tấn công từ khoảng cách 800 yd (730 m), và hai quả trúng đích phía giữa tàu đã khiến I-122 chìm nhanh chóng ở vị trí 6 nmi (11 km) về phía Đông Nam hải đăng Rokugo Misaki, tại tọa độ 37°29′B 137°25′Đ / 37,483°B 137,417°Đ. Năm phút sau đó, Skate nghe thấy âm thanh chiếc tàu ngầm bị ép vỡ và một bọt nước lớn trồi lên mặt nước, tiếp nối bởi một lượng lớn dầu.
Trinh sát viên từ hải đăng chứng kiến I-122 bị đắm, nhưng phía Nhật Bản không nhận thức rằng tàu ngầm Hoa Kỳ đã xâm nhập được qua hàng phòng thủ biển Nhật Bản, nên cho rằng chiếc tàu ngầm bị đắm bởi ngư lôi của chính nó. Sau khi sự kiện được báo cáo, một thủy phi cơ Aichi M6A1 Seiran Hải quân được phái đến hiện trường để tìm kiếm những người sống sót, nhưng đã không tìm thấy ai. Skate đã nhìn thấy chiếc Aichi M6A1, nhưng chiếc thủy phi cơ đã không nhìn thấy đối phương.
I-122 bị mất với tổn thất toàn bộ thành viên thủy thủ đoàn. Tên nó được cho rút khỏi đăng bạ hải quân vào ngày 15 tháng 9, 1945.